# Auchenipterus fordicei
Auchenipterus fordicei är en fiskart som beskrevs av Eigenmann och Eigenmann, 1888. Auchenipterus fordicei ingår i släktet Auchenipterus och familjen Auchenipteridae. Inga underarter finns listade.